# 傅永和
傅永和（1961年—），臺灣低音提琴演奏家，現為國家交響樂團（英語：National Symphony Orchestra, NSO）低音提琴首席。

## 生平
傅永和為宜蘭縣礁溪人，由張月娥女士啟蒙。
1989年獲巴黎國立高等音樂舞蹈學院第一獎文憑畢業，師事霍列茲Jean-Marc Rollez。返台後考入聯合實驗管弦樂團（現國家交響樂團）擔任低音提琴首席。並於國立臺北藝術大學、實踐大學、東吳大學等音樂系所任教。
2012年出版《巴赫六首低音提琴無伴奏組曲》樂譜並於新加坡華人低音提琴音樂節上發表。於法國巴黎高等音樂院及德國柏林藝術大學演出巴赫大提琴無伴奏組曲。自2015年起受蘭陽文教基金會邀請定期舉辦「蘭陽國際低音提琴夏令營」，2018年受邀參加法國Biarritz International Bass Academy 擔任講師，他所發行的《傅永和巴赫六首低音提琴無伴奏組曲》專輯於第30屆傳藝金曲獎入圍最佳專輯製作人獎及最佳藝術音樂專輯獎，並榮獲最佳藝術音樂專輯獎。

## 獎項
- 教育部文藝創作獎 作曲類 獲獎（1982年）
- 第30屆傳藝金曲獎 最佳專輯製作人獎《傅永和巴赫六首低音提琴無伴奏組曲》入圍（2019年）
- 第30屆傳藝金曲獎 最佳藝術專輯獎《傅永和巴赫六首低音提琴無伴奏組曲》獲獎（2019年）

## 作品
專輯
- 《傅永和巴赫六首低音提琴無伴奏組曲》（2018年）

樂譜
- 《巴赫六首低音提琴無伴奏組曲》（2012年）

## 外部連結
- 樂團成員 傅永和【低音提琴 首席】 （页面存档备份，存于）
- 東吳大學音樂學系－弦樂組師資 傅永和 （页面存档备份，存于）
- 傅永和副教授/ 低音提琴| 實踐大學音樂學系 （页面存档备份，存于）
- 國立臺北藝術大學音樂學院師資 （页面存档备份，存于）
- 中國文化大學音樂學系 師資陣容 （页面存档备份，存于）
- Lan Yang International Double Bass Summer Camp蘭陽國際低音提琴夏令營 Facebook專頁
- 傅永和 Yung-Ho Fu Facebook專頁
- 好有感覺音樂 巴赫六首低音提琴無伴奏組曲 （页面存档备份，存于）
- 《中国艺术报》傅永和：扛起台湾低音提琴大旗的音乐家 （页面存档备份，存于）
- 巴赫六首低音提琴無伴奏組曲